# Franz Binder (fotbalist)
Franz Binder (n. 1 decembrie 1911 – d. 24 aprilie 1989) a fost un fotbalist și ulterior antrenor de fotbal austriac. A jucat întreaga carieră la clubul Rapid Viena, pe care apoi l-a și antrenat în trei rânduri. Pe plan internațional a jucat pentru echipa națională de fotbal a Austriei (19 meciuri, 16 goluri) și echipa națională de fotbal a Germaniei (9 meciuri, 10 goluri) în timpul Anschluss-ului.

## Palmares
Jucător
- Bundesliga Austriacă: 1935, 1938, 1946, 1948
- Gauliga Germaniei Mari: 1940, 1941
- Cupa Austriei: 1946
- DFB-Pokal: 1938
- Golgheter Bundesliga Austriacă: 1933, 1937, 1938[2]
- Golgheter Gauliga: 1939, 1940, 1941